# Салгейру Майя, Фернанду Жозе
Фернанду Жозе Салгейру Майя (порт.  Fernando José Salgueiro Maia, 1 июля 1944, Каштелу-ди-Види, Португалия — 4 апреля 1992, Лиссабон, Португалия) — португальский военный и политический деятель, один из ведущих участников «Революции гвоздик».

## Биография
Родился 1 июля 1944 года в Каштелу-ди-Види, на первом этаже дома № 15 на улице Санту-Амару, провинция Алту-Алентежу в центральной части Португалии (ныне центр муниципалитета Каштелу-де-Виде округа Порталегри, экономико-статистический регион Алентежу, субрегион Алту-Алентежу) в семье железнодорожника Франсишку да Луз Майи (порт.  Francisco da Luz Maia) и Франсишки Сильверии Салгейру (порт.  Francisca Silvéria Salgueiro). 9 мая 1948 года его мать умерла, а в 1950 году отец Салгейру Майя женился на Марии Аугусте. Так как отца по службе постоянно переводили с места на место, Фернанду окончил начальную школу в Сан-Торкату, школу в Коруши (близ Сантарена), школу (1951—1954) и колледж «NUN’ALVARES» в Томаре (20 августа 1954 — 1961) и Национальную школу в Лейрии (1961—1963).

### Военная служба
После того, как Португалия вступила в колониальную войну в Африке, Салгейру Майя 6 октября 1964 года поступил в Военную академию в Лиссабоне. 1 февраля 1967 года он был направлен на обучение в Кавалерийскую тренировочную школу (порт. EPC, Escola Prática de Cavalaria) в Сантарене. После завершения обучения Салгейру Майя получил 10 сентября звание алферса кавалерии и был направлен в 9-ю роту коммандос «Os Fantasmas» (порт. 9.ª Companhia de Comandos “Os Fantasmas” ) в Муеда (Mueda), провинция Кабу-Делгаду, которая вела боевые действия на севере Мозамбика и 1 декабря 1967 года прибыл в Лоренсу-Маркиш. 23 ноября 1968 года Салгейру Майя получил звание лейтенанта кавалерии и 15 декабря того же года вернулся в Лиссабон, откуда в январе 1969 года был откомандирован назад в Сантарен. 3 декабря 1970 года он получил звание капитана. В январе 1971 года Салгейру Майя был назначен командиром 3240-й кавалерийской роты (порт. Companhia de Cavalaria n.º 3240) и 4 июля 1971 года направлен на службу в Португальскую Гвинею, в Була, где велись боевые действия против повстанческой организации ПАИГК. 1 октября 1973 года, после 27 месяцев службы в Гвинее, он был возвращен в континентальную Португалию и направлен командиром 1-й группы (порт. 1.º Grupo de Instrução) в Кавалерийскую тренировочную школу (порт. Escola Prática de Cavalaria (EPC)) в Сантарене. В ноябре того же года он примкнул к оппозиционному «Движению капитанов», стал его активным участником, был делегирован от бронекавалерийских частей в Центральную комиссию движения. Салгейру Майя встречался с военным руководителем движения майором Отелу Сарайва ди Карвалью, также служившим в Гвинее, и 23 апреля 1974 года получил от него инструкции по проведению военной операции в столице.

### Герой «Революции гвоздик»
На рассвете 25 апреля 1974 года Салгейру Майя построил личный состав своего бронедивизиона и произнес краткую речь, в которой призвал положить конец режиму и предложил не желающим участвовать в походе на Лиссабон остаться в расположении части.
В 03.30 капитан Салгейру Майя вывел из Сантарена на Лиссабон 10 бронемашин и 240 человек.
Как он позже рассказывал журналистам, были опасения, что изношенные бронемашины могут заглохнуть по пути, но в дороге лопнула только одна шина. Салгейру Майя сыграл едва ли не ключевую роль в «Революции гвоздик», в 05.50 окружив казармы Карму, в которых укрылось свергнутое руководство Португалии во главе с Марселу Каэтану. С 12.15 до 19.30 капитан вел переговоры о капитуляции казарм, добился этого и участвовал в церемонии передачи власти Совету национального спасения.
27 апреля в 22.30 его колонна вернулась в Сантарен.
Салгейру Майя сопровождал Марселу Каэтану в самолете, когда тот отправлялся в изгнание.
Капитан Салгейру Майя отказался поддержать генерала Антониу ди Спинолу во время событий 11 марта 1975 года и не подчинился его приказам идти на столицу. Несмотря на это, 18 мая левое объединение движение за реорганизацию пролетарской партии (МРПП) объявило его «контрреволюционером» и объявило участником спинолистского заговора.
В августе 1975 года Салгейру Майя поддержал «Группу девяти» и подписал «письмо 25-ти», возражая против политики правительства Вашку Гонсалвиша и выступая за «португальский социализм».
25 ноября 1975 года, во время ноябрьского кризиса, Салгейру Майя по приказу президента Кошты Гомиша вновь привел в столицу колонну бронемашин, которые заняли позиции у президентского дворца, взяли под контроль военные склады в Бейролаше, а затем разоружили мятежные части. 15 ноября 1976 года он был направлен на административную службу в Кавалерийское управление кавалерии в Лиссабоне, однако выразил протест против назначения консервативных офицеров на высокие посты и 10 марта 1977 года Салгейру Майя отправили служить на Азорские острова. Он недолго возглавлял 3-й отдела штаба Военной зоны Азорских островов (порт.  3.ª Repartição do Quartel-General da Zona Militar dos Açores) и уже 22 декабря 1977 года его вновь направили в Кавалерийское управление.

### После революции
21 июня 1979 года Салгейру Майя был назначен начальником военной тюрьмы «Санта-Маргарида» в Сантарене. 13 сентября 1979 года он получил учёную степень в Институте политических и социальных наук, а 31 июля 1980 года учёную степень в области антропологии и этнологии. 14 августа 1981 года Салгейру Майя был назначен командиром учебной кавалерийской группы в Санта-Маргариде (порт. Grupo de Esquadrões de Instrução do Regimento de Cavalaria de Santa Margarida) и был произведен в майоры. В 1982—1983 годах он организовал в Санта-Маргариде Музей кавалерии, в октябре 1983 года окончил курсы Генерального штаба в Высшем институте военных исследований. 28 июля 1984 года он вернулся на службу в Кавалерийскую школу, где в 1985 году также организовал музей кавалерии. В июне 1988 года Салгейру Майя ходатайствовал перед властями о пенсии, которая полагалась ему за такие заслуги перед страной, как участие в боевых действиях и деятельность в эпоху революции. 22 июня Консультативный совет Генеральной прокуратуры высказался за предоставление пенсии, однако премьер-министр Португалии социал-демократ Анибал Каваку Силва отказал капитану. Салгейру Майя не стал предавать этот факт огласке и скандал разгорелся только в 1991 году, когда тот же Каваку Силва дал пенсии двум бывшим инспекторам распущенной политической полиции ДЖС, стрелявшим в народ 25 апреля 1974 года.
В октябре 1988 года Салгейру Майя получил звание подполковника.
В 1989 году у Салгейру Майя обнаружили рак. В 1990 и 1991 годах он перенёс операции, но они оказались безуспешными. 1 апреля 1992 года он был в тяжёлом состоянии доставлен в госпиталь Белен в Лиссабоне.
Фернанду Жозе Салгейру Майя скончался 4 апреля 1992 года в Лиссабоне. Его торжественно похоронили на кладбище в Каштелу-ди-Види в присутствии четырёх президентов Португалии — Антониу ди Спинолы, Франсишку да Кошты Гомиша, Антониу Рамалью Эаниша и Мариу Суареша под звуки песни «Грандула, вила морена».

## Награды
- Военная юбилейная медаль армейских кампаний с надписью «Мозамбик» (порт. Medalha Militar Comemorativa das Campanhas das Forças Armadas, com a legenda “MOÇAMBIQUE”, 1970);
- Большой крест Ордена Свободы (порт. Grã-Cruz da Ordem da Liberdade, 10 июля 1983 года);
- Серебряная медаль за образцовое поведение (порт. Medalha de Prata de Comportamento Exemplar, 30 декабря 1985 года);
- Член Совета Ордена выдающихся португальцев (порт. Conselho das Ordens Honoríficas Portuguesas, 1987 год);
- Кавалер Ордена Башни и Меча (порт. Ordem da Torre e Espada, 1992 год, посмертно);
- Золотая медаль Алмады (порт. Medalha de Ouro da Cidade de Almada, ноябрь 2004 года);
- Золотая медаль Сантарена (порт. Medalha de Ouro de Santarém, 2007 год)[4].

## Частная жизнь
В 1969 году, во время службы в Сантарене, Салгейру Майя познакомился с будущей женой, Марией Натерсией да Силва Сантуш (порт. Maria Natércia da Silva Santos) и женился на ней 22 августа 1970 года. Ими были усыновлены двое приёмных детей: дочь Катарина (род.1986) и сын Филипе (род.1989).
Салгейру Майя интересовался историей и архитектурой Португалии. В 1983 году он вступил в Португальскую ассоциацию любителей замков (порт. Associação Portuguesa dos Amigos dos Castelos), в 1985 году стал постоянным секретарём ассамблеи ассоциации.

## Память
Образ Салгейру Майя очень популярен в Португалии, где он стал одним из национальных героев. Ему приписывают легендарную фразу «Мы все капитаны» (порт. Somos todos capitães).
«Романтический герой», «почти поэтический образ» (порт. É uma imagem quase poética), «чистейшей символ мужества и доблести капитанов Апреля», «лучший капитан Апреля» (порт. é o melhor dos capitães de Abril) — такие оценки давали ему в Португалии в 2007 году во время телешоу «Великий португалец». Однако Салгейру Майя не вошёл в первую десятку финалистов этого шоу.

Говорили, что если Отелу Сарайва ди Карвалью был мозгом военной операции 25 апреля, то Салгейру Майя был её главной рукой. Сам ди Карвалью в своей книге «Рассвет в апреле» высоко оценивал роль капитана в событиях 25 апреля, указывая, что тот больше всех из командиров Движения был подвержен опасности тем днем. Инеш Педрозу отмечала: 
...его молодость и предельная искренность, с которыми он  способствовал замене  старой власти на новую,  спокойствие и мужество, которые он проявил в тот момент, как бы символизировали все Движение.

Алиса Виейра писала: 
Это был человек действия, который шел впереди бронемашин. Он стал героем для всех людей
.
Композитор Бернарду Сассетти (порт. Bernardo Sassetti) вспоминал:
Мне было четыре года,  когда 25 апреля  я увидел Салгейру Майя.  Я наблюдал с балкона со своими родителями, как  танки проходят на площадь Карму по улице короля  Педру V.  Эти картины я помню с детства. Я помню  людской восторг. Это было незабываемо
24 апреля 1999 года президент Португалии Жоржи Сампайю открыл в Сантарене бронзовую статую Салгейру Майя (автор Алвару Рапозу ди Франка).
Его именем были названы мост в Сантарене (открыт 11 июня 2000 года), 5 октября 2009 года была открыта школа-музей Салгейру Майя в Коруши. 25 апреля 2004 года был открыт его бронзовый бюст на пл. Салгейру Майя в Лагуше. В ноябре 2006 года основанный Салгейру Майя Музей кавалерии в Кавалерийской школе получил его имя. Имя капитана также было отражено в названиях улиц более 60 португальских городов и населённых пунктов, в том числе Абрантиша, Амадоры, Бежи, Гимарайнша, Грандолы, Лагуша, Лейрии, Томара, Торриш-Новаша, Фару и Эворы.
3 апреля 2004 года в Сантарене в рамках празднования 30-й годовщины «Революции гвоздик» был торжественно открыт памятник Салгейру Майя на Ларгу Кандиду-душ-Рейш. Он представляет собой статую Салгейру Майя, стоящую возле бронемашины «Chaimite», участвовавшей в событиях апреля 1974 года. Председатель муниципального совета Сантарена социалист Руй Баррейру на церемонии назвал Салгейру Майя символом города, который признает капитана своим родным сыном, хотя тот родился и не в нём..
В эти же дни автор биографии капитана историк Антониу Суозу Дуарте вновь обвинил президента Португалии Анибала Каваку Силва в политически предвзятом отношении к Салгейру Майя, хотя тот уже приносил извинения за своё решение. Однако подробное рассмотрение вопроса говорило о том, что Салгейру Майя подавал ходатайство, указывая свои заслуги в день 25 апреля 1974 года, в то время как просимая им пенсия давалась за участие в военных действиях. Бюрократические противоречия и привели к отказу. В 1995 году при правительстве Антониу Гутьерриша вдова капитана пенсию все же получила.
Полемика разгорелась вновь после того, как президент Каваку Силва 14 апреля 2009 года присвоил звание генерал-майора полковнику в отставку Жайме Невишу, в период революции выступавшему против левых сил в армии и активному участнику событий 25 ноября 1975 года. Бывший сослуживец Салгейру Майя по Сантарену полковник Кошта Феррейру посчитал это оскорблением памяти капитана, который, несмотря на свои заслуги, только один раз повышался в звании.
Салгейру Майя — один из главных героев художественного фильма «Апрельские капитаны».

## Приложение
Интервью Салгейру Майя
- Журналистка Клуба журналистов: — Что заставило вас присоединиться к Движению вооружённых сил?
- Салгейру Майя — Мы жили при диктатуре, и наши люди были отправлены на войну, пришлось изменить эту ситуацию.
- Ж. — Движение тогда установило какие-то контакты с Национальным радио. Каким был его вклад в успех этих планов?
- С. М. — Оно служило сигналом для всех тех, кто участвует в этом движении. В 22:55 по радио прозвучала песня «После прощания», что послужило сигналом для захвата Португальского Радиоклуба. В полночь и через двадцать минут после первого прослушивания — прозвучала песня Жозе Афонсу «Грандула, Вила Морена». Это был второй знак, и операция Движения вооруженных сил пошла полным ходом.
- Ж. — Что было взято под контроль следующим после радио?
- С. М. — Это был аэропорт Лиссабона, который был в наших руках в 4:20 утра.
- Ж. — В это время вы были ещё в Сантарене, или уже уехали?
- С. М. — Я вышел из Кавалерийской школы Сантарена в 3:30 утра с целью занять центральную площадь столицы.
- Ж. — Когда вы прибыли на Дворцовую площадь?
- С. М. — Я приехал около шести часов утра.
- Ж. — С этого времени ваша деятельность тесно связана с историей 25 апреля. Согласны ли вы с этим утверждением?
- С. М. — Моя задача была важной, и поскольку она была военной, она подвергала большой опасности.
- Ж. — Однако ПИДЕ знало о движении. Каким было отношение полиции в этой ситуации?
- С. М. — Они сообщили обо всём Марселу Каэтану и посоветовали ему укрыться в штаб-квартире на площади Карму.
- Ж. — Вместе с тем, были ли проблемы с другими военными частями, лояльными режиму?
- С. М. — Да, у нас было несколько боев, но большинство из этих частей в конечном итоге присоединились к нашим вооруженным силам.
- Ж. — Когда вы выдвинулись к штаб-квартире Карму, улицы уже были заполнены революционным народом. Как бы вы описали это?
- С. М. — Это была неописуемая атмосфера, люди вставляли красные гвоздики в стволы винтовок G3 победивших солдат. Когда я прибыл к штаб-квартире Карму, то оказался окружен толпой, которая охрипшими голосами пела национальный гимн. Это был самый замечательный день моей жизни.
- Ж. — Каковы были ваши действия у штаба Карму?
- С. М. — Предложил гарнизону сдаться и выдать Марселу Каэтану. Мой приказ не был выполнен, затем мы открыли огонь по зданию. Я пошёл туда и беседовал с Председателем Совета Министров. Позже прибыл генерал Спинола и Марселу Каэтану был отправлен под арест.
- Ж. — Когда, в какой момент, по-вашему, революция победила?
- С. М. — После капитуляции Марселу Каэтану и сдачи казарм.
- Ж. — Совет национального спасения получил власть и встал во главе Португальский революции. Как вы себя чувствовали с этого момента?
- С. М. — Я чувствовал, что я и мои коллеги была отодвинуты на задний план: мы рисковали всем, но с этого времени мы оказались в тени.

- Salgueiro Maia – Porque vivíamos numa ditadura e os nossos jovens eram enviados para a guerra, era preciso mudar esta situação.
- C.J. – O movimento fez alguns contactos com as rádios nacionais. De que modo é que elas contribuíram para o sucesso dos planos elaborados?
- S.M. – Serviram de sinal para todos os implicados no movimento. Às 22:55h passou na rádio a canção de Paulo de Carvalho «E Depois do Adeus», foi o sinal para assaltarem o Rádio Clube Português. À meia-noite e vinte toca a canção de Zeca Afonso «Grândola, Vila Morena». É o segundo sinal, o M.F.A. estava em marcha, já nada o podia travar.
- C.J. – A seguir às rádios qual era o próximo local a controlar?
- S.M. – Era o aeroporto de Lisboa que ficou sobe o nosso poder às 4:20h.
- C.J. – Nesta altura o capitão ainda estava em Santarém ou já tinha partido?
- S.M. – Deixei a Escola Prática de Cavalaria em Santarém às 3:30h com o objectivo de cercar o Terreiro do Paço.
- C.J. – A que horas chegou ao Terreiro do Paço?
- S.M. – Cheguei por volta das seis da manhã.
- C.J. – A partir desta altura a sua acção confunde-se com a própria história do 25 de Abril. Concorda com esta afirmação?
- S.M. – O meu papel foi importante pois fui o militar que esteve exposto à maior parte das situações de perigo.
- C.J. – Entretanto a PIDE toma conhecimento do movimento. Qual foi a atitude desta polícia perante a situação?
- S.M. – Telefonaram a Marcelo Caetano aconselhando-o a refugiar-se no Quartel do Carmo.
- C.J. – Entretanto tiveram problemas com outras forças militares fiéis ao regime?
- S.M. – Sim, tivemos alguns confrontos mas a maior parte dessas forças acabaram por aderir às Forças Armadas.
- C.J. – Quando o Capitão se dirige ao Quartel do Carmo já se vivia na rua um ambiente de revolução. Como o descreve?
- S.M. – Era um ambiente indescritível, os cravos vermelhos a ser enfiados nos canos das G3, os populares a vitoriavam os soldados. Quando cheguei ao Quartel do Carmo vi-me envolvido por uma multidão que enrouquecia a cantar o Hino Nacional. Foi o momento mais digno da minha vida.
- C.J. – Qual foi a sua acção junto do Quartel do Carmo?
- S.M. – Intimei a guarnição que lá se encontrava a render-se e a entregar Marcelo Caetano. A minha ordem não foi obedecida e então abri fogo sobre o edifício. Entrei lá dentro e dialoguei com o Presidente do Conselho. Mais tarde chega o General Spinola e Marcelo Caetano foi enviado para o asilo.
- C.J. – A partir de que momento considera a revolução ganha?
- S.M. – Após a rendição de Marcelo Caetano e a sua saída do Quartel.
- C.J. – A Junta de Salvação Nacional participou e ditou aos portugueses as leis da revolução. Como se sentiu a partir desse momento?
- S.M. – Senti que eu e os meus colegas tinham sido relegados para segundo plano, nós que tínhamos arriscado tudo a partir desse altura ficamos na sombra[14].